# Park Narodowy Zahamena
Park Narodowy Zahamena – park narodowy leżący na terenie wschodniego Madagaskaru. Utworzony został w roku 1997. Jest częścią obiektu światowego dziedzictwa UNESCO pod nazwą lasy deszczowe Atsinanana. Od roku 2001 Park Narodowy Zahamena uznawany jest przez BirdLife International za Important Bird Area.

## Flora
Na terenie parku drzewa dorastają do 25 m, spotykane przeważnie te z rodzajów Tambourissa, Weinmannia, Diospyros, Ravensara i Dalbergia. W podszycie dominują przedstawiciele paproci drzewiastych Cyathea oraz pandany (Pandanus). W runie przeważają rośliny zielne z rodzajów Impatiens i Begonia oraz paprocie Polystichum. Endemicznym gatunkiem paproci jest Blotella coursii.

## Fauna
Na terenie parku stwierdzono 112 gatunków ptaków (patrz niżej), 29 gatunków ryb, 62 gatunków płazów, 46 gatunków gadów. Spośród 48 gatunków ssaków 13 to lemury, jak np. indris (Indri indri). Napotkać można również zagrożonego gekona Paroedura masobe.

## Awifauna
Teren PN Zahamena całkowicie pokrywa się z terenem IBA wyznaczonego na jego obszarze. Klasyfikację przydzielono na podstawie obecności takich gatunków jak zagrożony pręgoczub (Eutriorchis astur), narażone madagaskarnik jednobarwny (Mesitornis unicolor), płomykówka madagaskarska (Tyto soumagnei), ziemnokraska łuskowana (Geobiastes squamiger), wanga stalowa (Oriolia bernieri) i gołoliczka krótkodzioba (Neodrepanis hypoxantha), bliskie zagrożenia gatunki jak jastrząb brunatny (Accipiter henstii) i madagaskarniczek długodzioby (Bernieria madagascariensis) oraz gatunków najmniejszej troski, jak np. madagaskarniczek zielonawy (Cryptosylvicola randrianasoloi), wikłacz leśny (Foudia omissa) i brodawnik aksamitny (Philepitta castanea).